# Llywarch Hen ap Elidyr
Llywarch Hen (Lovarcus in latino; 534 – 634) fu figlio di Elidyr Llydanwyn. Era cugino di re Urien Rheged e sarebbe stato l'ultimo re del Rheged meridionale, scacciato dagli invasori sassoni.
La poesia gallese lo connette col Powys (dove egli sarebbe fuggito), come dimostrerebbe il nome di Llanfor, località nei pressi del lago di Bala nel Gwynedd. Lì divenne rinomato come poeta agli inizi del VII secolo.
A lui sono attribuiti alcuni poemi, tra cui i più conosciuti sono i lamenti per la morte del cugino Urien, il Canu Heledd (che parla della caduta del sovrano del Pengwern Cynddylan e dei suoi figli) e l'Elegia per Geraint, che parla della battaglia di Llongborth. Secondo la tradizione avrebbe avuto molti figli (il cui numero è controverso). Morì nel 634, all'età di cent'anni.
Potrebbe aver ispirato la figura arturiana di sir Lamorak del Galles.